# Zhao Dan
Zhao Dan (chiń. 赵丹; ur. 14 grudnia 2002) – chińska skeletonistka, olimpijka z Pekinu 2022.
Pochodzi z Mongolii Wewnętrznej. Początkowo uprawiała skoki w dal. W 2018 dołączyła do kadry narodowej w skeletonie. Podczas ceremonii otwarcia Zimowych Igrzysk Olimpijskich 2022 była chorążym reprezentacji Chińskiej Republiki Ludowej.

## Udział w zawodach międzynarodowych
| Impreza                        | Rok  | Gospodarz  | Miejsce |                      |      |       |    |
| ------------------------------ | ---- | ---------- | ------- | -------------------- | ---- | ----- | -- |
| Impreza                        | Rok  | Gospodarz  | Miejsce | Igrzyska olimpijskie | 2022 | Pekin | 9. |
| Mistrzostwa świata juniorów    | 2020 | Winterberg | 14.     |                      |      |       |    |
| Igrzyska olimpijskie młodzieży | 2020 | Lozanna    | 7.      |                      |      |       |    |